# Relaciones Arabia Saudita-México
Las naciones de Arabia Saudita y México establecieron relaciones diplomáticas en 1952. Ambas naciones son miembros mutuos de las grandes economías del G-20 y de las Naciones Unidas.

## Historia
México y Arabia Saudita establecieron relaciones diplomáticas el 12 de septiembre de 1952. El 31 de julio de 1975, el presidente mexicano, Luis Echeverría, realizó una visita de cinco días a Arabia Saudita y se reunió con el Rey Jálid bin Abdulaziz, en Yeda. Durante la visita, ambos líderes discutieron los acontecimientos actuales que tienen lugar en el Medio Oriente en ese momento.
En octubre de 1981, el Príncipe heredero saudí Fahd bin Abdulaziz visitó México para asistir a la Cumbre Norte-Sur y se reunió con el presidente José López Portillo. En 1981, ambas naciones abrieron embajadas en sus respectivas capitales.
En 2002, México cerró su embajada en Riad debido a restricciones presupuestarias. La embajada fue reabierta en 2004. En junio de 2010, la secretaria de Relaciones Exteriores de México, Patricia Espinosa, hizo una visita a Arabia Saudita. En marzo de 2014, el secretario de Relaciones Exteriores de México, José Antonio Meade hizo una visita a Arabia Saudita.
En enero de 2016, el presidente mexicano, Enrique Peña Nieto, realizó una visita oficial a Arabia Saudita. Durante su visita, el presidente Peña Nieto se reunió con el Rey Salmán bin Abdulaziz y firmaron 11 acuerdos bilaterales. El presidente Peña Nieto también concedió la Orden Mexicana del Águila Azteca al Rey Salman. En diciembre de 2018, el ministro de Estado saudita, Mansour bin Mutaib Al Saud, asistió a la toma de posesión del presidente Andrés Manuel López Obrador.
En marzo de 2022, el canciller mexicano Marcelo Ebrard realizó una visita a Arabia Saudita y se reunió con su homólogo, el canciller Faisal bin Farhan Al Saud. Durante la visita, ambas naciones acordaron fortalecer las relaciones económicas bilaterales y hablaron de la necesidad de una ruta aérea directa entre las dos naciones. Ese mismo año, ambas naciones celebraron 70 años de relaciones diplomáticas.

## Visitas de alto nivel

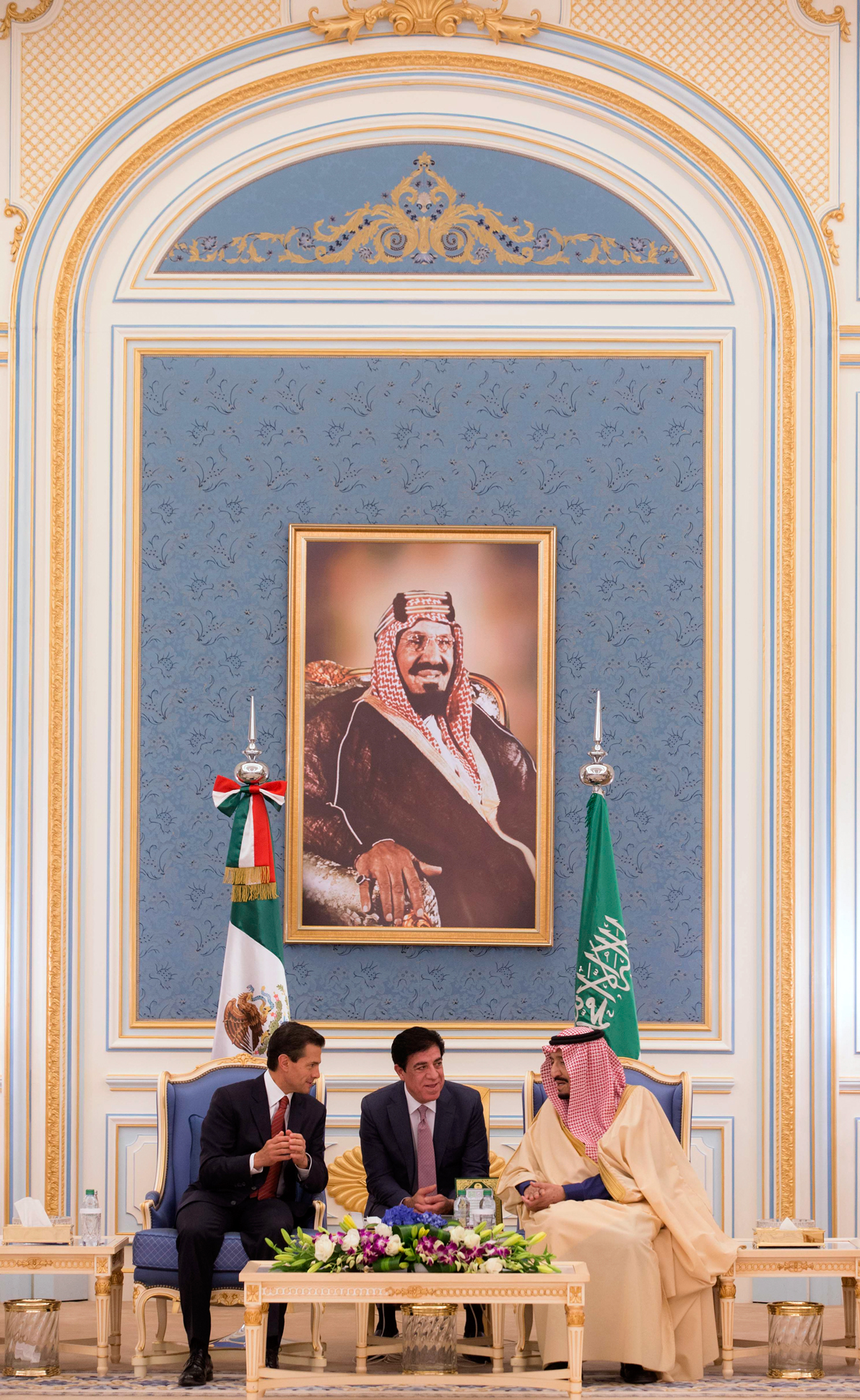
El presidente mexicano Enrique Peña Nieto junto con el rey Salmán bin Abdulaziz en Riad; enero de 2016.

Visitas de alto nivel de México a Arabia Saudita
- Presidente Luis Echeverría Álvarez (1975)
- Secretaria de Relaciones Exteriores Patricia Espinosa (2010)
- Subsecretaria de Relaciones Exteriores Lourdes Aranda (2011)
- Secretario de Relaciones Exteriores José Antonio Meade (2014)
- Subsecretario de Relaciones Exteriores Carlos de Icaza (2014, 2015)
- Presidente Enrique Peña Nieto (2016)
- Secretario de Relaciones Exteriores Marcelo Ebrard (2022)
- Subsecretaria de Relaciones Exteriores María Teresa Mercado Pérez (2024)

Visitas de alto nivel de Arabia Saudita a México
- Príncipe heredero Fahd bin Abdulaziz (1981)
- Ministro de Finanzas Ibrahim Abdulaziz Al-Assaf (2012)
- Ministro de Estado Mansour bin Mutaib Al Saud (2018)

## Acuerdos bilaterales
Ambas naciones han firmado varios acuerdos bilaterales como un Memorándum de Entendimiento de Cooperación entre Instituciones Diplomáticas de ambas naciones (2009); Memorándum de Entendimiento para el Establecimiento de Consultas Políticas sobre Asuntos de Interés Mutuo (2014); Acuerdo para Evitar la Doble Tributación y Prevenir la Evasión Fiscal en Materia de Impuestos sobre la Renta y su Protocolo (2016); Memorándum de Entendimiento sobre Cooperación Turística (2016); Memorándum de Entendimiento sobre Cooperación Científica y Educativa (2016); Acuerdo de Cooperación Técnica (2016); Acuerdo de Cooperación entre los Bancos de Desarrollo y de Exportación de ambas naciones (2016); Acuerdo sobre Servicios Aéreos (2016); Memorándum de Entendimiento en Cooperación en los Sectores de Petróleo y Gas (2016); Memorándum de Entendimiento entre Pemex y Saudi Aramco (2016); y un Acuerdo de Cooperación para Combatir el Crimen Organizado (2017).

## Relaciones comerciales
En 2023, el comercio bilateral entre ambas naciones ascendió a $844 millones de dólares. Las principales exportaciones de Arabia Saudita a México incluyen: productos a base de químicos, productos a base de polímeros y poliacetales, turborreactores, turbohélices y otras turbinas de gas, minerales y concentrados de cobre, vidrio, partes y accesorios para vehículos automotores, azúcar de caña o de remolacha, herramientas, cueros y pieles. Las principales exportaciones de México a Arabia Saudita incluyen: vehículos automotores para el transporte de mercancías y personas, tubos y tuberías de hierro o acero, teléfonos y teléfonos móviles, productos electrónicos, maquinaria, productos a base de químicos, llantas de caucho, verduras, frutas y nueces, chocolate, miel, y mariscos. Las empresas multinacionales mexicanas de KidZania y Zeomex operan en Arabia Saudita.

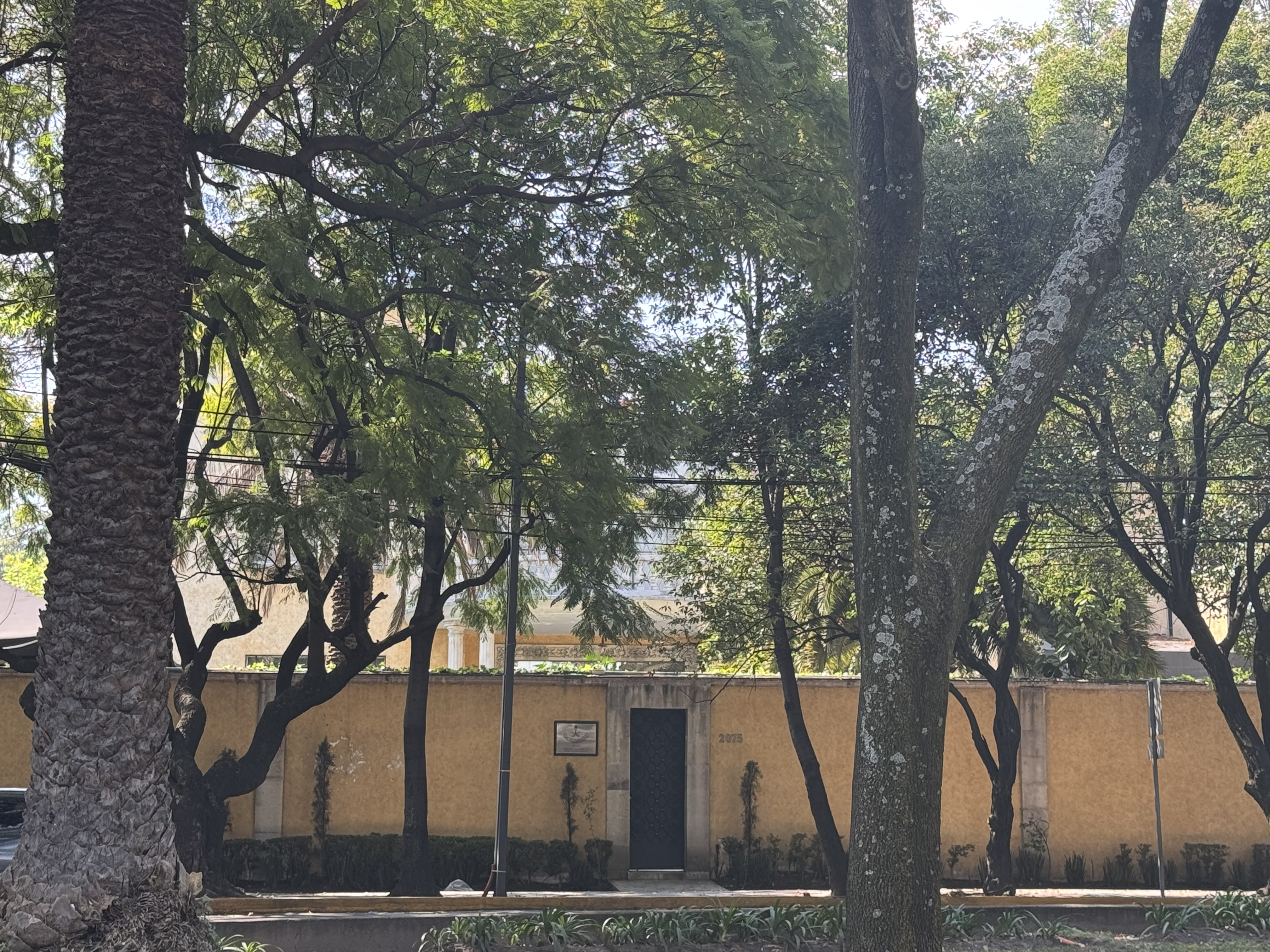
Embajada de Arabia Saudita en Ciudad de México

## Misiones diplomáticas residentes
- Arabia Saudita tiene una embajada en la Ciudad de México.[16]
- México tiene una embajada en Riad.[17]